# Eric Johnson
Eric Johnson (* 17. srpna, 1954) je kytarista, zpěvák a pianista z Austinu v Texasu. Nejčastěji spojuje prvky jazzu, fusion, New Age, country and western.
Časopis Guitar Player ho nazývá "Jedním z nejrespektovanějších kytaristů planety." Jeho skladby nejsou jen čistě instrumentální, ale obsahují i zpěv a hru na piano.
Díky své pestrosti hry a technické zručnosti se mu dostalo uznání od takových muzikantů jako Carlos Santana, Eric Clapton, Allan Holdsworth, Larry Carlton, Steve Morse, Billy Gibbons, Johnny Winter, Jeff Baxter, Prince, B. B. King, Rusty Burns, Joe Satriani a později i Stevie Ray Vaughan. Za singl "Cliffs of Dover z alba Ah Via Musicom obdržel cenu Grammy (for Best Rock Instrumental Performance).

## Sólová alba
- Seven Worlds (1978) (znovuvydání 1998)
- Tones (1986)
- Ah Via Musicom (1990)
- Venus Isle (1996)
- Souvenir (2002)
- Bloom (2005)
- Live from Austin, TX (2005)